# Honda Prologue
O Honda Prologue é um crossover elétrico de segmento E desenvolvido em conjunto pela Honda e pela General Motors que é comercializado na América do Norte. Anunciado em outubro de 2022 com vendas começando em março de 2024, é o primeiro principal veículo elétrico da Honda após uma série de veículos elétricos de bateria de baixo volume vendidos anteriormente pela Honda na América do Norte, incluindo o Honda Clarity, o Honda Fit e o experimental Honda EV Plus. Baseado fortemente no Chevrolet Blazer EV, o Prologue é comparável em tamanho ao Passport com motor de combustão interna.